# Rivière Chensagi Ouest
Pour les articles homonymes, voir Chensagi.
La rivière Chensagi Ouest est un affluent de la rivière Chensagi située dans Eeyou Istchee Baie-James, dans la région administrative du Nord-du-Québec, dans la province canadienne de Québec, au Canada. La partie inférieure de la rivière traverse le canton de Dambourges.
Le bassin versant de la rivière Chensagi Ouest est desservi par la route secondaire allant vers le Nord venant de Matagami et passant à l’Ouest du cours de la rivière Chensagi Ouest ; une autre route forestière venant du Sud longe le côté Est du cours de la rivière Chensagi Ouest. La surface de la rivière est habituellement gelée du début novembre à la mi-mai, toutefois la circulation sécuritaire sur la glace se fait généralement de la mi-novembre à la mi-avril.

## Géographie
Les principaux bassins versants voisins de la rivière Chensagi Ouest sont :
- côté Nord : lac Opataouaga, lac Quénonisca, lac Rocher, rivière Broadback ;
- côté Est : rivière Chensagi, rivière Chensagi Est ;
- côté Sud : rivière Chensagi, lac Maicasagi, rivière Maicasagi ;
- côté Ouest : "lac de la Hauteur des Terres", lac Chensagi, lac Poncheville.

La rivière Chensagi prend sa source à l’embouchure d’un petit lac non identifié (longueur : 2,1 km ; altitude : 287 m).
L’embouchure de ce lac de tête est située à :
- 5,9 km au Sud-Est du lac Opataouaga ;
- 17,3 km au Nord de l’embouchure de la rivière Chensagi Ouest ;
- 30,4 km au Nord de l’embouchure de la rivière Chensagi (confluence avec le lac Maicasagi) ;
- 41,7 km au Nord-est du Lac au Goéland (rivière Waswanipi) ;
- 68,2 km au Nord-Est de l’embouchure du lac Matagami ;
- 195 km au Sud-Est de l’embouchure de la rivière Nottaway) ;
- 92,2 km au Nord-Est du centre-ville de Matagami.

À partir de l’embouchure du lac de tête, la « rivière Chensagi Ouest » coule sur 48,4 km selon les segments suivants :
- 6,9 km vers le Nord-Est en serpentant et traversant sur 1,8 km un lac (altitude : 282 m) vers le Nord jusqu’à son embouchure ;
- 5,4 km vers le Nord-Est en traversant sur 2,3 km un lac (altitude : 281 m) vers l’Est jusqu’à son embouchure ;
- 9,0 km vers le Sud, jusqu’à un ruisseau (venant de l’Est) ;
- 9,6 km vers le Sud-Ouest jusqu’à un ruisseau (venant de l’Est) ;
- 13,8 km vers le Sud en traversant cinq lacs formés par l’élargissement de la rivière, jusqu’à la limite Nord du canton de Dambourges ;
- 3,7 km vers le Sud dans le canton de Dambourges, jusqu’à son embouchure[2].

La « rivière Chensagi Ouest» se déverse sur la rive Nord de la rivière Chensagi laquelle coule généralement vers le Sud-Ouest en traversant le lac Chensagi avant de se déverser dans une baie au Nord-Ouest du Lac Maicasagi. Ce dernier se déverse à son tour au Sud-Ouest par le Passage Max dans le lac au Goéland lequel est traversé vers le Nord-Ouest par la rivière Waswanipi.
L’embouchure de la rivière Chensagi Ouest située à :
- 13,4 km au Sud-Est du lac Poncheville ;
- 12,1 km au Nord-Est de l’embouchure du lac Chensagi ;
- 15,1 km au Nord-Est de l’embouchure de la rivière Chensagi ;
- 25,6 km au Nord-Est de l’embouchure du Lac Maicasagi.
- 39,6 km au Nord-Est de l’embouchure du lac au Goéland (rivière Waswanipi) ;
- 51,9 km au Nord-Est de l’embouchure du Lac Olga (rivière Waswanipi) ;
- 70,1 km au Nord-Ouest du centre du village de Waswanipi ;
- 84,4 km au Nord-Est du centre-ville de Matagami.

## Toponymie
Le toponyme « rivière Chensagi Ouest» a été officialisé le 5 décembre 1968 à la Commission de toponymie du Québec, soit à la création de cette commission